# Кузнецова, Юлия Сергеевна
Ю́лия Серге́евна Кузнецо́ва (род. 20 февраля 1990), в девичестве Те́рехова — российская легкоатлетка, специалистка по бегу на короткие дистанции. Выступала за сборную России по лёгкой атлетике в 2007—2014 годах, чемпионка Европы среди юниоров и среди молодёжи, призёрка командного чемпионата Европы, многократная победительница и призёрка первенств всероссийского значения. Представляла Москву и Тамбовскую область. Мастер спорта России международного класса.

## Биография
Юлия Терехова родилась 20 февраля 1990 года. Занималась лёгкой атлетикой в Тамбове и Москве.
Впервые заявила о себе на международном уровне в сезоне 2007 года, когда вошла в состав российской национальной сборной и выступила на Европейском юношеском Олимпийском фестивале в Белграде, где в беге на 400 метров выиграла серебряную медаль.
В 2008 году стартовала в эстафете 4 × 400 метров на юниорском мировом первенстве в Быдгоще.
В 2009 году на юниорском европейском первенстве в Нови-Саде стала второй в эстафете 4 × 400 метров (впоследствии в связи с дисквалификацией команды Украины россиянки переместились в итоговом протоколе на первую позицию).
В 2011 году на молодёжном европейском первенстве в Остраве получила серебро в индивидуальном беге на 400 метров и одержала победу в эстафете 4 × 400 метров.
В 2012 году в эстафете 4 × 400 метров заняла шестое место на чемпионате Европы в Хельсинки.
В 2013 году на командном чемпионате Европы в Гейтсхеде стала второй в эстафете 4 × 400 метров.
В 2014 году в эстафете 4 × 400 метров заняла четвёртое место на чемпионате мира в помещении в Сопоте (позднее в связи с допинговой дисквалификацией Ксении Рыжовой результат был аннулирован). На чемпионате России в Казани с московской командой выиграла эстафетную гонку.
На чемпионате России 2016 года в Чебоксарах уже под фамилией Кузнецова взяла бронзу в эстафете 4 × 400 метров.
В 2017 году выиграла эстафету 4 × 400 метров на чемпионате России в Жуковском.
В 2018 году на зимнем чемпионате России в Москве стала бронзовой призёркой в беге на 400 метров и серебряной призёркой в эстафете 4 × 400 метров, тогда как на летнем чемпионате России в Казани вновь победила в эстафете.
За выдающиеся спортивные достижения удостоена почётного звания «Мастер спорта России международного класса».